# اندیس یریسه
یریسه یک اندیس مصالح ساختمانی است که در حوالی شهر آغاجاری استان خوزستان قرار دارد و مادهٔ معدنی موجود در آن، مارن است.سنگ میزبان این اندیس آهک مارن (سازند میشان ) است و دیرینگی آن به دوران میوسن می‌رسد. 